# 福澤寧子
福澤 寧子（ふくざわ やすこ）は、日本の情報セキュリティ学者。大阪工業大学情報科学部情報システム学科教授。博士（工学）（横浜国立大学）。電気学会電気システムセキュリティ特別技術委員会委員。電子情報通信学会暗号と情報セキュリティシンポジウム(SCIS)2014実行委員長。
専門は、情報セキュリティ（クラウド、産業システム/IoTセキュリティ含む）・セキュリティ解析・リスクマネジメント、サイバーセキュリティ（暗号・認証・脆弱性など）、ブロックチェーンなど。

## 来歴
兵庫県出身。2007年横浜国立大学大学院環境情報学府情報メディア環境学専攻博士課程修了。博士（工学）。日立製作所でシステム開発研究所主任研究員、主管研究員として情報セキュリティの研究開発に従事。2016年大阪工業大学情報科学部情報ネットワーク学科（のちのネットワークデザイン学科）教授として着任。2025年同学部情報システム学科教授。
主な所属学会は、情報処理学会、電子情報通信学会、電気学会など。主な受賞は、電子情報通信学会基礎・境界ソサイエティ部門功労賞（2014）。主な著書は、「セキュリティの心理学」（共著、海文堂2019）。

## 主な研究
- 暗号・認証技術、マルウェアやプログラム設計上の脆弱性に関する研究
- 医療用IoTシステムのリスクアセスメント手法に関する研究
- STAMP/STPAによるシステム安全・セキュリティ解析
- サイバーフィジカルシステム(CPS)とリスクマネジメント[5]
- クラウド上の暗号化データにおけるk-匿名化技術
- ブロックチェーンとIoTデバイスを用いた投げ銭サービスに関する考察
- ブロックチェーンを用いた電子投票システムに関する考察